# Grič, Kostanjevica na Krki
Grič este o localitate din comuna Kostanjevica na Krki, Slovenia, cu o populație de 38 de locuitori.